# 일산양일중학교
일산양일중학교는 저동고 10215김은 대한민국 경기도 고양시 일산동구 식사동에 있는 공립 중학교이다.

## 학교 연혁
- 2009년 2월 5일 : 일산양일중학교 설립 인가
- 2009년 9월 7일 : 일산양일중학교 교명 확정
- 2010년 1월 11일 : 일산양일중학교 교사신축 착공
- 2010년 9월 1일 : 일산양일중학교 개교(3학급 5명)
- 2010년 9월 1일 : 초대 박의필 교장 취임
- 2010년 10월 27일 : 일산양일중학교 교사신축 준공
- 2010년 12월 21일 : 개교기념식
- 2011년 2월 10일 : 제1회 졸업식(13명)
- 2021년 1월 12일 : 제11회 졸업식(376명, 총 3,082명)
- 2021년 3월 1일 : 제5대 조경학 교장 취임
- 2021년 3월 2일 : 제11회 입학식(437명)
- 2023년 3월 1일 : 제 6대 김미영 교장 취임
- 2023년 3월 2일 : 제12회 입학식(516명)

## 참고 자료
- 일산양일중학교 - 한국교육학술정보원 학교알리미